# Lolita (pel·lícula de 1997)
Lolita és un film francoamericà del 1997, dirigit per Adrian Lyne, adaptació de la novel·la homònima de l'escriptor Vladímir Nabókov. Difereix substancialment de l'adaptació anterior feta per Stanley Kubrick el 1962. S'ha subtitulat al català.
No és permesa per a menors de 17 o 18 anys, segons la legislació de cada país.

## Argument
Humbert Humbert (Jeremy Irons), un professor europeu de literatura francesa, apassionat admirador de les nenes entre els 9 i els 14 anys, accepta un lloc a la Universitat de Bearsville; abans, però, té tot un estiu per adaptar-s'hi, per la qual cosa decideix anar-se'n a viure a un petit poble anomenat Ramsdale, on coneix Charlotte Haze (Melanie Griffith), mare d'una nena de 12 anys anomenada Dolores "Lolita" Haze (Dominique Swain), la qual s'assembla a un vell amor de la infància d'Humbert. Aquest s'enamora perdudament de Lolita. Charlotte s'enamora d'ell i finalment es casen. Per a Humbert, era l'única forma de seguir estant a prop de Lolita. Després, la seva mare descobreix un diari que Humbert mantenia ocult, en què narrava l'amor que tenia per "Lo" i com ella se li insinuava a ell, per la qual cosa decideix deixar-lo i anar-se'n amb la seva filla, que es trobava en un campament per a nenes, però mor immediatament després en un accident. A causa d'això, Humbert decideix anar a buscar Lolita al campament d'estiu en què es trobava, però no li explica que la seva mare ha mort. D'aquesta forma, Humbert i Lolita fan un viatge, i el seu enamorament els converteix en amants, intentant que no es descobreixi la seva veritable relació.
Humbert s'adona que els segueix un home, de qui sospita que és policia, però la realitat és que l'home també està interessat en Lolita. Aquest fet provoca la gelosia i la culpabilitat d'Humbert. Durant el viatge, Humbert li diu a Lolita que la seva mare ha mort i, malgrat això, Lolita continua amb ell perquè "no té cap altre lloc on anar".
Després d'un llarg viatge, Humbert i Lolita s'estableixen en una ciutat on ell treballa com a professor a la universitat local i Dolores va a un col·legi religiós per a noies. La relació entre tots dos és cada vegada més tibant a causa de la gelosia del professor. Humbert es debat entre la paradoxal situació de ser el seu padrastre i també el seu amant. Després d'una forta discussió, Lolita li proposa a Humbert emprendre un segon viatge, tots dos motivats per diferents raons (la d'Humbert, arreglar la relació, i la de Lolita, seguir el pla proposat pel perseguidor -el presumpte policia-). Una nit, Lolita emmalalteix greument i Humbert la deixa internada en un hospital. L'endemà, s'assabenta que el perseguidor, fent-se passar per un oncle d'ella, se l'ha enduta. Humbert inicia llavors una recerca per tot el país, però sense resultat, la qual cosa el deixa sumit en una enorme depressió i solitud.
Anys després arriba una carta de Lolita, demanant-li ajuda econòmica. Humbert acudeix amb els diners, però amb la ferma convicció de recuperar-la i matar el seu marit. Una vegada que arriba a la nova casa de Lolita, la troba casada i embarassada. Ella li explica el que va passar des que es van separar: es va escapar amb Claire Quilty, un escriptor vinculat al món del cinema pornogràfic, el mateix que els perseguia i a qui Humbert creia un policia. Però ella el va abandonar, i després d'estimar-lo amb bogeria, aquest li va demanar que participés en els seus films pornogràfics. Després d'això, Lolita va conèixer (i es va casar amb) el seu actual marit. Humbert decideix venjar-se i assassina l'escriptor. Finalment, és arrestat i portat a la presó, on mor anys després d'un aneurisma cerebral i Lolita mor en el moment de donar a llum.

## Repartiment
- Jeremy Irons: Humbert
- Dominique Swain: Dolores “Lolita” Haze
- Melanie Griffith: Charlotte Haze
- Frank Langella: Clare Quilty
- Pat Pierre Perkins: Louise, la criada
- Emma Griffiths Malin: Annabel Lee, promesa de la infància d'Humbert
- Erin J. Dean: Mico, amiga de Lolita.

## Premis i nominacions

### National Board of Review[4]
| Any  | Categoria         | Receptor    | Resultat  |
| ---- | ----------------- | ----------- | --------- |
| 1998 | Millor pel·lícula | Adrian Lyne | Guanyador |

### Chicago Film Critics Association
| Any  | Categoria                 | Receptor        | Resultat |
| ---- | ------------------------- | --------------- | -------- |
| 1999 | Millor actuació revelació | Dominique Swain | Nominada |

### MTV Movie Awards
| Any  | Categoria   | Receptor                    | Resultat |
| ---- | ----------- | --------------------------- | -------- |
| 1999 | Millor Petó | Jeremy IronsDominique Swain | Nominat  |